# Milford (condado de Decatur, Indiana)
Milford é uma cidade  localizada no estado americano de Indiana, no Condado de Decatur.

## Demografia
Segundo o censo americano de 2000, a sua população era de 121 habitantes.
Em 2006, foi estimada uma população de 120, um decréscimo de 1 (-0.8%).

## Geografia
De acordo com o United States Census Bureau tem uma área de
0,2 km², dos quais 0,2 km² cobertos por terra e 0,0 km² cobertos por água.

## Localidades na vizinhança
O diagrama seguinte representa as localidades num raio de 20 km ao redor de Milford.